# Paille-Tech
Paille-Tech est une entreprise belge de construction de bâtiments préfabriqués en paille, bois et terre créée en novembre 2009 à l'initiative de Philippe Leboutte. Elle a un statut de coopérative. A fin 2021, l'entreprise comptait 16 personnes avec un chiffre d'affaires en progression depuis plusieurs années.

## Procédé

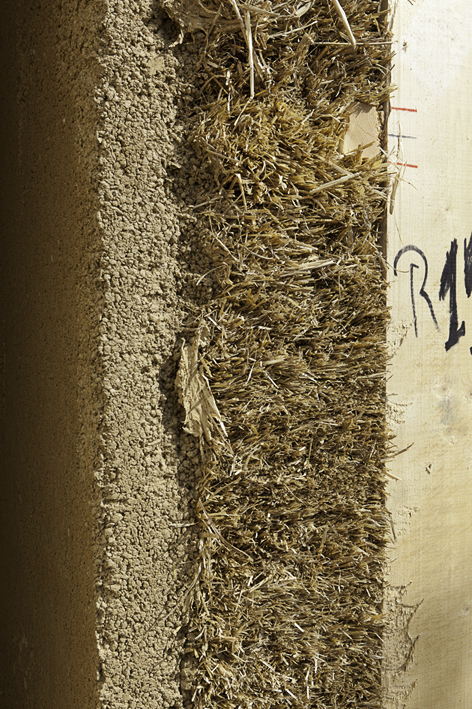
Coupe d'un panneau porteur.

La société a développé un procédé original de construction en atelier de panneaux modulaires, porteurs, constitués de paille compressée, de bois et d'enduit de terre. Ces panneaux assemblés sur site formeront alors les murs et la toiture du bâtiment. L'entreprise fabrique également en atelier les modules des cloisons intérieures et des planchers. Elle est la seule en Belgique à construire ainsi des bâtiments dont le gros œuvre est livré déjà porteur de son enduit intérieur de base.
La fabrication mécanisée en atelier des panneaux extérieurs, toiture, cloisons et planchers sur base modulaire permet une construction rapide et peu dépendante des aléas climatiques. Une maison unifamiliale de quatre chambres peut ainsi être préparée en atelier en moins d'un mois et assemblée sur le site en une semaine.
Après assemblage du gros œuvre, le maître d’œuvre pourra choisir différents types de recouvrements extérieurs, enduit, bardeaux de bois, brique de façade...
L'entreprise bénéficie du soutien des autorités belges et européennes notamment par le biais d'importants budgets alloués à des instituts de recherche universitaires ou privés destinés à définir des normes idéales dans la mise en œuvre des différents matériaux utilisés : granulométrie des terres pour l'enduit, densité de paille compressée etc.

## Avantages du procédé
Outre la rapidité de construction du gros œuvre, le principal avantage de ce type de construction est son bénéfice en matière écologique. La maison ainsi construite est par nature particulièrement bien isolée. Elle bénéficie d'une régulation hygrométrique naturelle fournie par l'enduit de terre qui, grâce à ses échanges hygrométriques permanents avec l’air, utilise naturellement une technologie de pointe que l’industrie essaie de recréer synthétiquement : du stockage énergétique par changement de phase, la transformation de vapeur d’eau en eau liquide et l’inverse.
De même, l'utilisation de matériaux naturels produits à proximité du lieu de construction nécessite peu d'énergie en comparaison des bâtiments traditionnels : pas de cuisson de briques, d'utilisation de ciment particulièrement énergivore etc. Enfin, lors de sa démolition, l'ensemble des matériaux du gros œuvre pourra être recyclé par compostage du bois et de la paille et la réutilisation de la terre.

## Recherche
L'objectif de la recherche est d'améliorer la connaissance sur le comportement et les performances de parois constituées de paille . Ce travail permettra d'optimiser un système constructif basé sur l'utilisation presque exclusive de matériaux naturels bruts. Cette recherche industrielle doit mettre en évidence la pertinence « durable » et aider à la création d'outils facilitant le développement de ce type de construction et améliorer la connaissance sur le comportement et les performances de parois dont la performance thermique est essentiellement obtenue par usage de la paille en optimisant un module constructif préfabriqué.
Il s'agit de mettre à disposition des concepteurs un outil validé scientifiquement permettant de vérifier les performances et le comportement hygrothermique de bâtiments en paille (dans le sens outil de conception) et de valider et optimiser les parois préfabriquées de Paille-Tech.

## Formation
L'entreprise peut en outre assurer l'encadrement des auto-constructeurs par un suivi sur chantier, des conseils en matière de solutions écologiques en termes de ventilation, traitement des eaux etc. Elle assure périodiquement des formations dans des centres de formation professionnelle agréés sur les enduits de terre (théorie et pratique), les bases de la construction naturelle (théorie), et la construction en paille (théorie et pratique) et ses perspectives d'avenir.

## Reconnaissance
En février 2021, Paille-Tech a été reconnu par la Fondation Solar Impulse comme l’une des solutions efficientes, alliant économie et écologie, pour l’avenir de notre planète.

## Galerie

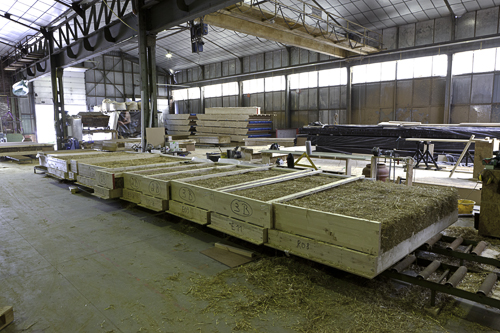
Panneaux en fabrication en atelier.
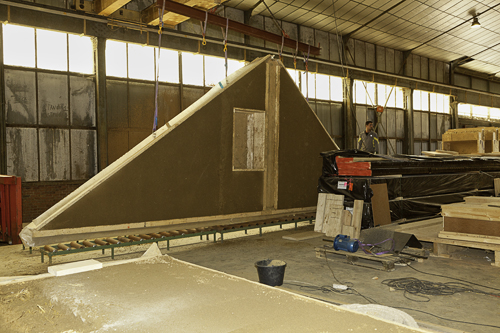
Levage d'un élément de pignon en atelier.
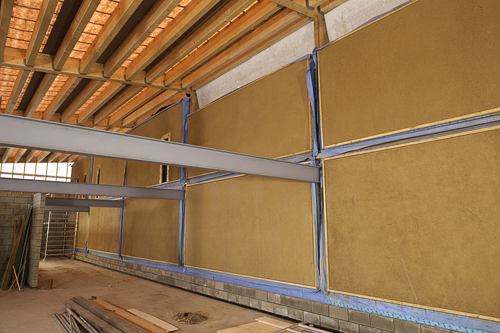
Intérieur d'un grand magasin en construction.
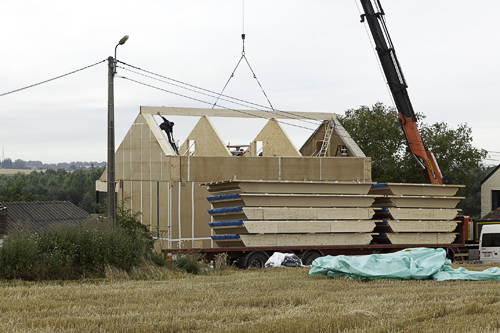
Avant la pose du toit.
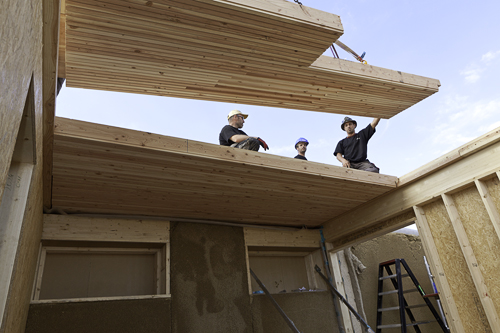
Pose d'un élément de plancher.
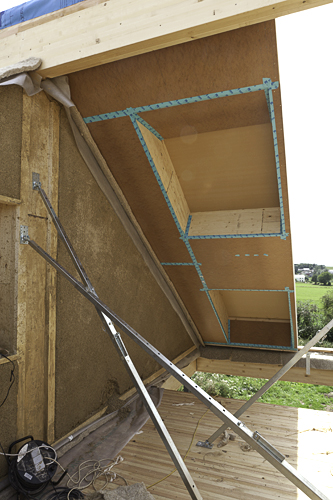
Cloison intérieure et élément de toiture.
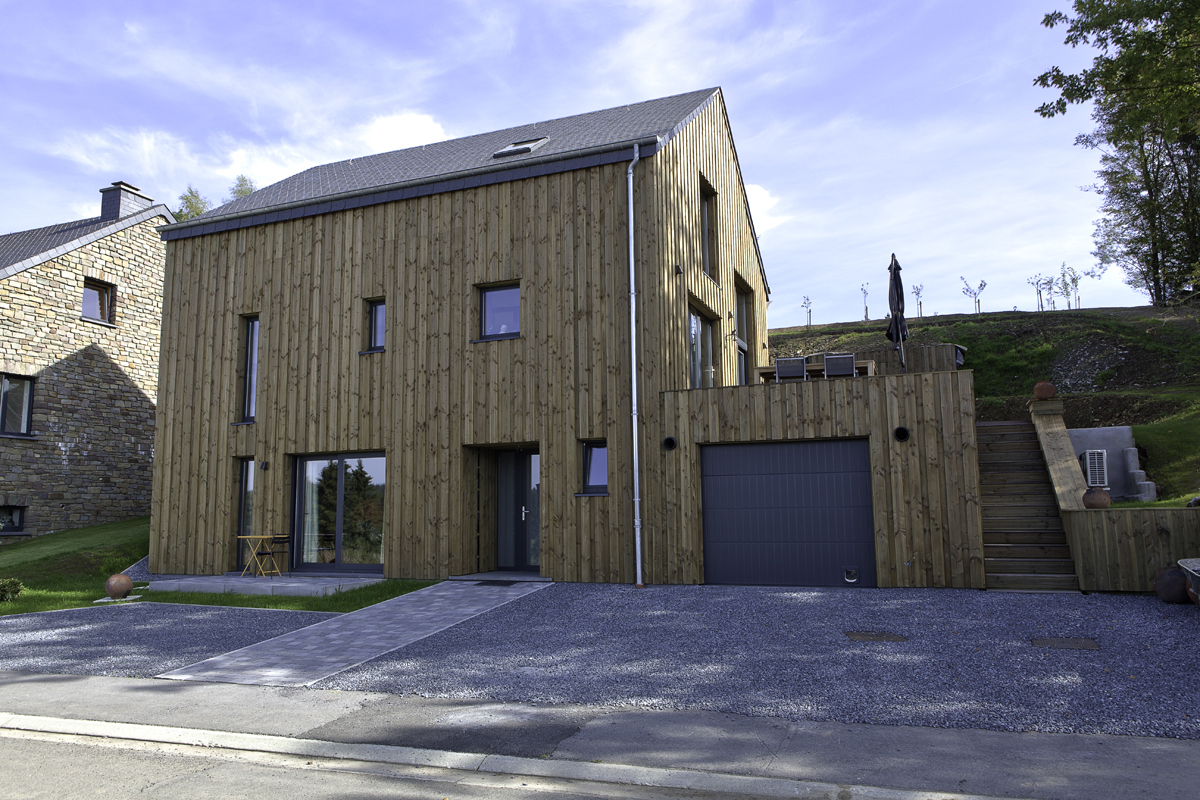
Maison construite par Paille-Tech à Léglise.
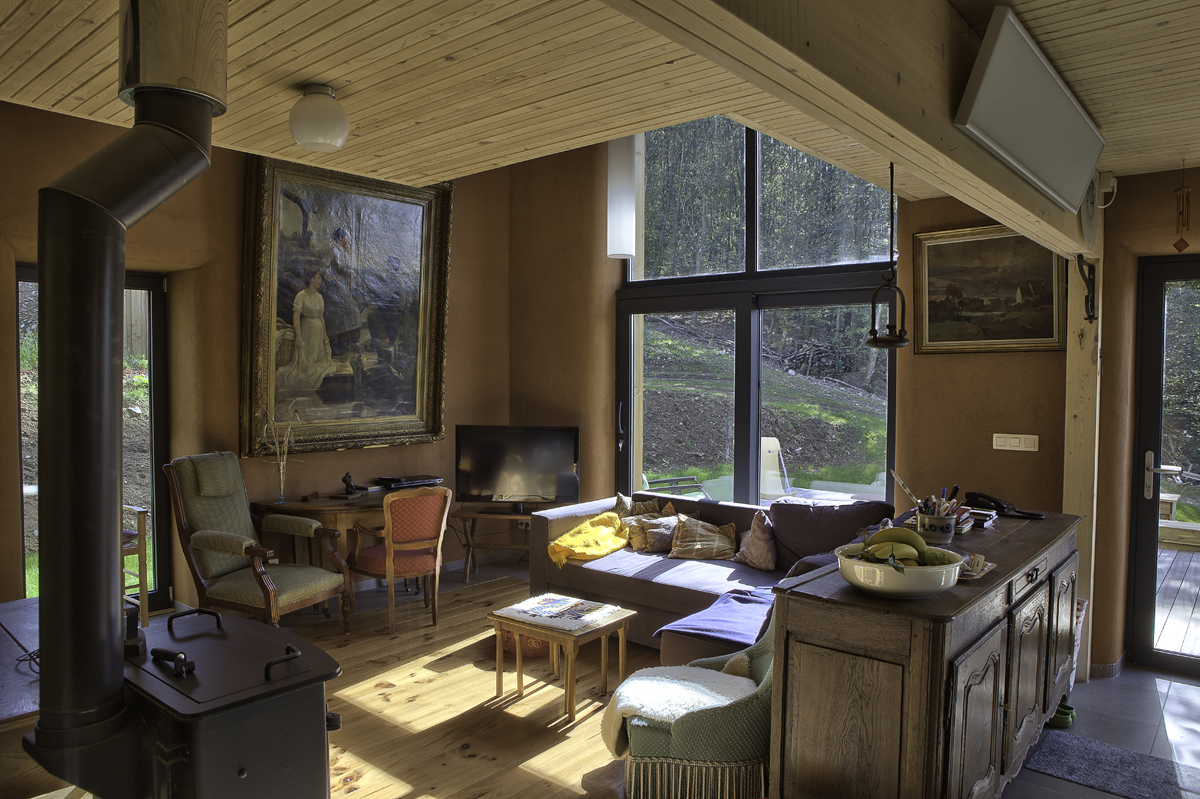
Intérieur d'une maison construite par Paille-Tech à Léglise.
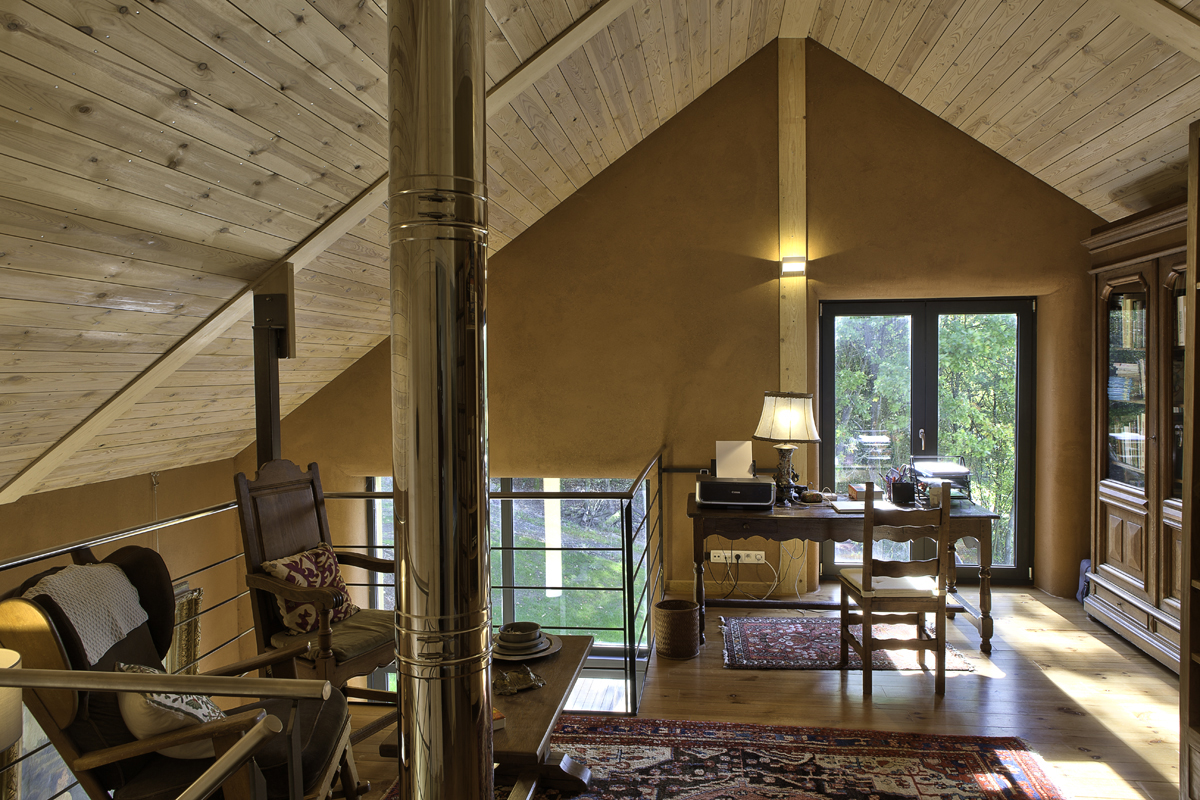
Intérieur d'une maison construite par Paille-Tech à Léglise, étage.